# Rieden am Forggensee
Rieden am Forggensee é um município da Alemanha, situado no distrito da Algóvia Oriental, no estado da Baviera. Tem 13,17 km² de área, e sua população em 2019 foi estimada em 1 324 habitantes.